# مكتب المجلس الاستشاري لأبحاث الإيدز
مكتب المجلس الاستشاري لأبحاث الإيدز (بالإنجليزية: Office of AIDS Research Advisory Council)‏ والمعروف بمختصره (OARAC) هو مكتب يعد التوجيهات لاستخدام مضادات الفيروسات القهقرية لعلاج حالات عدوى فيروس العوز المناعي البشري- نوع 1 عند البالغين والمراهقين.
يقدم المكتب مشورة التخطيط والتنسيق وتقييم البحوث والأنشطة الأخرى المتعلقة بالإيدز التي تجريها أو تدعمها معاهد الصحة الوطنية لمدير مكتب أبحاث الإيدز (OAR). كما ينصح أيضا وزير الصحة والخدمات البشرية ومساعد وزير الصحة ومدير معاهد الصحة الوطنية ومدير مكتب أبحاث الإيدز حول برامج أبحاث الإيدز وتطوير والاستعراض السنوي لخطة شاملة لتسيير ودعم جميع الأنشطة المتعلقة بالإيدز التي تجريها وكالات معاهد الصحة الوطنية، بما في ذلك السياسات والأولويات البحثية وتنسيق الجهود المحلية والدولية.